# West Union (Carolina del Sud)
West Union è un comune degli Stati Uniti d'America, situato in Carolina del Sud, nella Contea di Oconee.